# Villiers-sous-Mortagne
Villiers-sous-Mortagne è un comune francese di 329 abitanti situato nel dipartimento dell'Orne nella regione della Normandia.

## Società

### Evoluzione demografica
Abitanti censiti